# Tobias Franzmann
Tobias Franzmann (Saarbrücken, 8 de diciembre de 1990) es un deportista alemán que compitió en remo.
Ganó dos medallas de oro en el Campeonato Mundial de Remo, en los años 2014 y 2015, y una medalla de bronce en el Campeonato Europeo de Remo de 2016.

## Palmarés internacional
| Campeonato Mundial | Campeonato Mundial       | Campeonato Mundial | Campeonato Mundial        |
| Año                | Lugar                    | Medalla            | Prueba                    |
| ------------------ | ------------------------ | ------------------ | ------------------------- |
| 2014               | Ámsterdam (Países Bajos) | Medalla de oro     | Ocho con timonel ligero   |
| 2015               | Aiguebelette (Francia)   | Medalla de oro     | Ocho con timonel ligero   |
| Campeonato Europeo |                          |                    |                           |
| Año                | Lugar                    | Medalla            | Prueba                    |
| 2016               | Brandeburgo (Alemania)   | Medalla de bronce  | Cuatro sin timonel ligero |